# Sindal Station
Sindal Station er en dansk jernbanestation i stationsbyen Sindal i Vendsyssel.
Stationen ligger på Vendsysselbanen mellem Aalborg og Frederikshavn. Den betjenes af tog fra jernbaneselskabet Nordjyske Jernbaner, der kører hyppige forbindelser med regionaltog mellem Aalborg i syd og Frederikshavn / Skagen i nord.

## Historie
Sindal Station åbnede i 1871 som station på Vendsysselbanen. I dag er stationen lukket, men fungerer som trinbræt. I 2017 overtog jernbaneselskabet Nordjyske Jernbaner den regionale togdrift mellem Skørping og Frederikshavn fra DSB.

## Arkitektur
Stationsbygningen er tegnet af N.P.C. Holsøe.